# Skye Townsend
Skylar Christan Townsed, mas conhecida como Skye Townsend (Los Angeles, CA., 1 de setembro de 1994), é uma cantora, compositora, cinegrafista e atriz.
Seu pai é um conhecido diretor de filmes Robert Townsend. Skye é penúltima filha de Robert Townsend. Aos 13 anos, ela já adorava cantar e atuar, gravava vídeos cantando música de seus artistas favoritos, e os colocava no Youtube. Foi aí que um produtor musical, ficou interessado nela e a contratou. Skye tem 2 Grammys e 1 CD nomeado de Vomit.